# Varbro å
Varbro å är ett vattendrag på ön Vendsyssel-Thy i Region Nordjylland i Danmark. Det har sin källa fem kilometer nordväst om Sindal och rinner västerut för att mynna ut i Liver å. 